# A. W. Buck House
A.W. Buck House je dům stojící na 615 N. Center Street v Ebensburgu, Cambria County v Pensylvánii. Byl postaven v roce 1889 ve stylu královny Anny. Patrové křídlo s věží bylo přistavěno v roce 1903. Budova z cihel byla postavena jako soukromé sídlo pro bankéře A. W. Bucka, křídlo bylo přistavěno při příležitosti svatby jeho jediné dcery. V roce 1923 ho zakoupila římskokatolická církev pro kongregaci sester svatého Josefa. Cambria County Historical Society získala budovu v roce 1990 jako své sídlo a provozuje zde místní historické muzeum.
V roce 1995 byl zařazen do National Register of Historic Places.